# حادثه (فیلم ۲۰۱۲)
«حادثه» (انگلیسی: Accident (2012 film)) یک فیلم است که در سال ۲۰۱۲ منتشر شد.